# Fallerentjärnarna (Kalls socken, Jämtland, 709485-136661)
Fallerentjärnarna är en sjö i Åre kommun i Jämtland och ingår i Indalsälvens huvudavrinningsområde. Sjön har en area på 0,0505 kvadratkilometer och ligger 715,6 meter över havet. Sjön avvattnas av vattendraget Flesån.

## Delavrinningsområde
Fallerentjärnarna ingår i det delavrinningsområde (709492-136692) som SMHI kallar för Utloppet av Fallerentjärnarna. Medelhöjden är 719 meter över havet och ytan är 0,17 kvadratkilometer. Räknas de 2 avrinningsområdena uppströms in blir den ackumulerade arean 11,84 kvadratkilometer. Flesån som avvattnar avrinningsområdet har biflödesordning 2, vilket innebär att vattnet flödar genom totalt 2 vattendrag innan det når havet efter 386 kilometer. Avrinningsområdet består mestadels av skog (16 procent) och kalfjäll (54 procent). Avrinningsområdet har 0,05 kvadratkilometer vattenytor vilket ger det en sjöprocent på 29,7 procent.